# Cedimento muscolare
Per cedimento muscolare, concetto chiamato anche esaurimento, sfinimento muscolare, ripetizioni a cedimento, ripetizioni alla massima fatica, e noto in inglese come muscular failure, training to failure o repetitions to failure, si intende il punto in cui, durante una serie prevista nell'esercizio con sovraccarichi (bodybuilding, weightlifting, powerlifting, fitness) si raggiunge l'incapacità di continuare ad eseguire ulteriori ripetizioni imponendo di norma l'interruzione dell'attività muscolare. Il cedimento muscolare è stato interpretato da alcune scuole di bodybuilding come l'indicatore del parametro intensità, secondo cui svolgere una serie raggiungendo questa soglia significherebbe allenarsi a maggiore intensità rispetto a svolgere la stessa serie con lo stesso carico senza raggiungerla (quindi svolgendo in proporzione meno ripetizioni o eseguire uno sforzo più breve). Questa interpretazione però contrasta con la definizione scientifica dell'intensità, che viene determinata dal carico specifico o dalla percentuale di carico (% 1-Repetition maximum).

## Caratteristiche
Il cedimento muscolare si presenta quando, durante l'esecuzione di una serie, l'atleta non riesce più a portare a termine la fase concentrica delle ripetizioni durante tutto l'arco del movimento previsto (Range of motion, ROM). Il cedimento muscolare indica il punto in cui le fibre muscolari raggiungono l'arresto, chiamato ischemic rigor (rigidità ischemica), in cui letteralmente si bloccano e si irrigidiscono a causa dell'esaurimento dell'adenosina trifosfato (ATP). Il cedimento muscolare è sempre stato un tema abbastanza discusso nell'ambito della programmazione di un allenamento coi pesi. Mentre i bodybuilder spesso tendono a portare a cedimento ogni serie, lo stesso ad esempio non si può dire per i powerlifter e i pesisti. I powerlifter e i pesisti tendono ad eseguire meno serie e ripetizioni, a rispettare meticolosamente la periodizzazione, senza cercare di allenarsi al cedimento ad ogni allenamento come i culturisti. I powerlifter e i pesisti di alto livello raggiungono il picco durante la stagione agonistica, evitando gli effetti dannosi del sovrallenamento. Molti culturisti al contrario applicano regolarmente il principio del cedimento muscolare, o comunque si impongono di arrivare quasi a tale soglia. Infatti il concetto di allenarsi utilizzando il valore dell'intensità, o percentuale di 1-Repetition Maximum (% 1 RM) per pianificare il regime di allenamento tende a promuovere questa pratica. 
Il parametro intensità nel bodybuilding viene particolarmente valorizzato, in quanto una delle principali misure da considerare per impostare un programma di allenamento. L'intensità relativa, cioè la percentuale di carico più adatta, ad esempio, per un programma di ipertrofia, è connessa con un determinato range di ripetizioni che viene stabilito proprio in base al punto in cui viene raggiunto il cedimento muscolare. Se ad esempio un allenamento o un esercizio vuole essere svolto ad un'intensità dell'80% di 1RM, ciò significa che deve essere scelto un carico che permette di eseguire 6 ripetizioni massime (cioè a cedimento). Se non si raggiungesse il cedimento muscolare con un determinato carico, non si potrebbe risalire al preciso valore di intensità relativa che si vuole stabilire per poter indurre un certo stimolo muscolare. Tuttavia questo non vieta che, se viene scelto un carico relativo all'80% di 1RM (che per definizione permette non più di 6 ripetizioni massime), non se ne possano eseguire volontariamente meno di quelle che si potrebbero portare a termine, evitando quindi di raggiungere il cedimento. Molti professionisti e bodybuilder prendono posizioni molto rigide su questo aspetto, a volte a tal punto da sostenere che se tale soglia non viene raggiunta, la serie sarebbe giudicata come un riscaldamento. Ed alcune teorie di allenamento culturistico, prima tra tutte l'High Intensity Training (HIT) di Arthur Jones e Mike Mentzer, propongono di raggiungere sempre questo limite. Tuttavia, la validità di questo concetto può essere messa in discussione a livello scientifico, in quanto la ricerca ha stabilito che il cedimento non sia una strategia sempre valida. Al contrario, alcuni studi segnalano che la sua applicazione cronica possa facilmente portare al sovrallenamento, penalizzando il profilo ormonale anabolico, e i guadagni della forza e dell'ipertrofia muscolare. Altri autori segnalano che l'allenamento a cedimento mantenuto cronicamente senza alcuna periodizzazione o variazione dell'intensità e del volume aumenti il rischio di tendinite e altri infortuni.
Il cedimento muscolare nell'esercizio con sovraccarichi è il punto in cui, durante la prestazione fisica, il sistema neuromuscolare non può più produrre forza sufficiente a superare un carico di lavoro specifico. La serie dell'esercizio deve essere terminata, mentre segue un breve periodo di recupero (in genere tra 1 e 3 minuti), durante il quale il substrato energetico più rapido e immediato, ovvero l'adenosina trifosfato (ATP), ha modo di essere risintetizzato nei muscoli. Durante questo tempo di recupero dei sottoprodotti metabolici (ad esempio, ioni idrogeno, lattato, fosfati inorganici, creatina, potassio) creati all'interno e all'esterno dei tessuti delle fibre muscolari vengono rimossi o ripristinati. È importante notare che le fibre muscolari coinvolte non sono interamente affaticate a questo punto, ma semplicemente non possono produrre forza sufficiente per superare il carico specifico. Tecnicamente si potrebbe alleggerire la resistenza in modo che i muscoli siano in grado di continuare il lavoro per un certo periodo mediante alcune tecniche speciali definite "ad alta intensità" (HITM, High Intensity Training Methods), come lo stripping, il super set, il rest pause, il cheating, le burns, o le ripetizioni forzate.

### La teoria
La teoria del cedimento muscolare si basa sul reclutamento delle unità motorie (i nervi e le fibre muscolari innervate da quel nervo). Nella fisiologia neuromuscolare è risaputo che il modello di reclutamento delle unità motorie si basa principalmente sulla forza richiesta dal muscolo. Per comprendere più nel dettaglio tale meccanismo, è necessario conoscere le caratteristiche generali delle principali tipologie di fibre muscolari.
- Fibra di tipo 1: a contrazione lenta, alta capacità ossidativa (alta densità di mitocondri, organelli cellulari che sintetizzano ATP attraverso la respirazione cellulare), bassa capacità glicolitica (cioè di ricavare energia dal glucosio e glicogeno), velocità di contrazione lenta, elevata resistenza alla fatica, unità motoria più debole;
- Fibra di tipo 2a: a contrazione rapida, capacità ossidativa moderatamente elevata, elevata capacità glicolitica, alta velocità contrattile, moderata resistenza alla fatica, ad alta resistenza dell'unità motoria;
- Fibra di tipo 2b: a contrazione rapida, bassa capacità ossidativa, alta capacità glicolitica, velocità contrattile molto elevata, bassa resistenza alla fatica, più forte unità motoria;[6]

In generale, nelle prestazioni a bassa intensità, sono principalmente coinvolte le fibre muscolari di tipo I. Come la richiesta di forza aumenta, vengono reclutate in aggiunta le fibre di tipo IIa (indicate anche come glicolitiche). Una richiesta di forza ancora maggiore fa affidamento sul reclutamento ulteriore delle fibre più forti del corpo, ovvero quelle tipo IIx (la "x" segnala che esistono diverse varianti di questo tipo di fibra). Pertanto, se la forza muscolare è l'obiettivo primario, si ritiene che il grado di attivazione delle unità motorie sia direttamente correlato all'ampiezza della risposta dell'allenamento della forza.
Il cedimento muscolare è stato giudicato un importante aspetto per creare ipertrofia in determinate circostanze. Sebbene non essenziale e non indicato da mantenere cronicamente, il cedimento ha dimostrato di apportare dei vantaggi significativi in termini di guadagni di forza e ipertrofia. Un'interessante ipotesi espressa dai ricercatori è quella di aver riconosciuto il cedimento muscolare come una pratica per superare lo stallo nei guadagni muscolari da parte degli atleti avanzati. Nel contesto dell'ipertrofia muscolare, alcuni importanti documenti scientifici segnalarono che il massimo sviluppo di questo adattamento specifico si ottenga con l'uso di carichi tra l'80 e il 95% di 1-RM, altre linee guida di carattere scientifico hanno stabilito che il range di ripetizioni ottimale per l'ipertrofia sia compreso tra 1 e 12 RM (circa tra il 60 e il 100% 1-RM). Anche se gran parte delle linee guida stabilisce che l'ipertrofia sia massimizzata con carichi elevati, studi recenti stanno iniziando ad evidenziare che anche carichi relativi alla bassissima intensità (30% 1-RM) siano in grado di provocare un aumento della sintesi proteica e un'ipertrofia muscolare paragonabili a quelle ottenute con carichi elevati (90% 1-RM), purché questi vengano portati al cedimento muscolare. In questo senso il cedimento muscolare assume un'importanza significativa, perché questi dati suggerirebbero che carichi molto differenti possono produrre simili risultati in termini di ipertrofia se si raggiunge la massima fatica. Secondo queste evidenze, un allenamento di endurance muscolare locale alla massima fatica, tipicamente eseguito a bassa intensità, può rivelarsi egualmente efficace se paragonato ad un allenamento con carichi a moderata o ad alta intensità alla massima fatica per provocare un aumento dell'ipertrofia muscolare. In altri termini, il cedimento muscolare assumerebbe secondo alcune ipotesi una maggiore importanza del carico (intensità come % 1-RM) per produrre ipertrofia.

### La ricerca
È degno di nota che il concetto di cedimento muscolare, profondamente radicato dalle origini dell'allenamento coi pesi, non è stato concretamente basato sui risultati della ricerca scientifica. Stowers et al. (1983) rilevarono che una monoserie a cedimento favorisse un aumento della prestazione nello squat, ma tre serie da 10 ripetizioni, di cui due a cedimento, causarono maggiori aumenti nell'abilità di esecuzione dell'esercizio. In una importante e recente review, Willardson (2007) osserva tuttavia che alcune ricerche risultano abbastanza fuorvianti su questo argomento.
Una nota ricerca sulla questione venne completata nel 1994 da Rooney, Herbert e Balnave. In questa indagine, gli incrementi della forza prodotti da un protocollo di allenamento in cui i soggetti riposavano per un certo numero di secondi tra le ripetizioni sono stati confrontati con quelli prodotti quando i soggetti non si riposavano tra le ripetizioni (cioè nel modo in cui gli esercizi sono comunemente eseguiti). Quarantadue soggetti di sesso maschile sono stati suddivisi in modo casuale in 3 gruppi: un gruppo senza riposo, un gruppo con riposo tra le ripetizioni, e un gruppo di controllo (che non si allenava). I soggetti nei due gruppi eseguirono un allenamento dei muscoli flessori del gomito sollevando un peso che permetteva 6 RM per 6-10 serie per 3 giorni alla settimana per 6 settimane. I soggetti del gruppo senza riposo eseguivano ripetizioni consecutive senza alcuna sosta, mentre i soggetti del gruppo con riposo lasciavano passare 30 secondi tra ogni ripetizione. I soggetti che si allenavano senza pause presentarono incrementi medi significativamente maggiori nella forza dinamica (56,3%) rispetto ai soggetti che si allenavano con pause (+41,2%). Così i migliori aumenti della forza a breve termine sono stati ottenuti quando i soggetti svolgevano delle ripetizioni continuate, come avviene comunemente in un normale allenamento coi pesi.
Kreamer et al. (1997) esaminarono gli effetti di un'unica serie di esercizi con i pesi a cedimento con 2 protocolli a serie multiple non a cedimento su una ripetizione massimale (1-RM) allo squat parallelo. Quarantatré uomini sono stati assegnati in modo casuale ai protocolli coi pesi da 1 di 3 allenamenti che enfatizzano lo sviluppo della forza delle gambe e delle anche:
- protocollo SS: 1 x 8-12 ripetizioni a cedimento;
- protocollo MS: 3 x 10 ripetizioni;
- protocollo MSV: protocollo a serie multiple utilizzando serie e ripetizioni variate;

L'intensità relativa (% iniziale di 1-RM), l'intensità (carico medio sollevato), e il volume di carico (carico x ripetizioni) differiva tra i due gruppi da quanto misurato dopo le 14 settimane. La massa corporea, la composizione corporea, e la ripetizione massimale sullo squat parallelo sono stati valutati prima del programma e alle settimane 5 e 14. I risultati non hanno mostrato variazioni significative di massa corporea o composizione corporea. L'1 RM è aumentato significativamente in tutti i gruppi. Le differenze di 1-RM tra i gruppi indicano che i protocolli MS e MSV hanno presentato un aumento maggiore di circa il 50% rispetto al protocollo SS dopo le 14 settimane. I risultati suggerirono che le serie multiple non eseguite a cedimento producono guadagni superiori nell'alzata massimale sullo squat.
Folland et al. (2002) paragonarono due tipi di allenamento, uno della durata di 7 minuti applicando il cedimento muscolare, e l'altro della durata di 25 minuti senza raggiungere il cedimento. I ricercatori non osservarono differenze tra i due protocolli in termini di sviluppo della forza. Ciò suggerische che gli stessi guadagni della forza potrebbero essere ottenuti approssimativamente con il 30% in meno nella durata dell'allenamento applicando il cedimento muscolare.
Drinkwater et al. (2005) completarono una ricerca su 26 giovani atleti professionisti maschi, suddivisi in giocatori di pallacanestro e giocatori di calcio. Tutti questi atleti erano stati sottoposti ad un programma coi pesi negli ultimi 6 mesi. I soggetti completarono un allenamento su panca piana per 3 sedute a settimana per 6 settimane, utilizzando uguali programmi in termini di volume (24 ripetizioni x 80-105% 6RM). I soggetti sono stati assegnati ad uno dei due gruppi sperimentali: il primo gruppo raggiungeva il cedimento muscolare con 4 serie da 6 ripetizioni; il secondo gruppo completava 8 serie da 3 ripetizioni non a cedimento. Il gruppo che si allenava a cedimento dimostrato un sostanziale aumento della forza (+9,5%) e della potenza (+10,6%) rispetto al gruppo non a cedimento.
In un recente studio, Izquierdo et al. (2006) hanno esaminato le risposte ormonali in un programma coi pesi di 11 settimane suddiviso in un gruppo a cedimento, e uno a non-cedimento (secondo gruppo), seguito da un identico protocollo di forza e potenza della durata di 5 settimane assegnato ad entrambi i gruppi. I soggetti erano 42 maschi fisicamente attivi suddivisi a caso nei due gruppi. I risultati hanno dimostrato che 11 settimane di allenamento a cedimento e non a cedimento hanno portato vantaggi in termini simili di forza massimale (1RM), potenza muscolare del braccio e muscoli estensori delle gambe, e il numero massimo di ripetizioni nello squat. Tuttavia, dopo un identico periodo di 5 settimane eseguendo un programma di allenamento per la forza massima e potenza, il gruppo non a cedimento ha mostrato maggiori aumenti della forza, potenza, livelli di testosterone, e ridotti livelli cortisolo rispetto al gruppo a cedimento. Il gruppo a cedimento ha presentato un maggiore aumento della resistenza muscolare nelle ripetizioni su panca e una diminuzione dei livelli di IGF-1, un ormone anabolico.

### Conclusioni
Tramite una review, Willardson nel 2007 cercò di fare chiarezza sul concetto del cedimento muscolare valutando le poche ricerche che erano state affrontate fino a quel momento. La ricerca ha chiaramente dimostrato la superiorità di eseguire più serie (serie multiple) contro le serie singole per sviluppare il miglioramento della forza massimale. Tuttavia, Willardson notò che c'erano poche prove dirette per stabilire definitivamente se le serie multiple dovessero essere eseguite fino al cedimento. Anche se non è risultato essenziale per l'aumento della forza e dell'ipertrofia, l'allenamento a cedimento potrebbe consentire agli atleti avanzati di superare lo stallo dell'allenamento se incorporato periodicamente nei microcicli a breve termine. Poiché l'ipertrofia muscolare è un fattore chiave per l'aumento a lungo termine della forza massimale, gli atleti avanzati dovrebbero prendere in considerazione l'allenamento a cedimento applicandolo occasionalmente. I possibili meccanismi attraverso cui l'allenamento a cedimento potrebbe fornire un vantaggio è attraverso una maggiore attivazione delle unità motorie e una maggiore secrezione degli ormoni anabolici sul tessuto muscolare (GH, testosterone). Willardson ha suggerito che raggiungere il cedimento muscolare può garantire un maggiore stimolo e reclutamento delle fibre di tipo II a contrazione rapida, che sono in grado di produrre i maggiori aumenti di forza e ipertrofia. Tuttavia, l'allenamento a cedimento non rappresenta uno stimolo efficace se non vengono impiegate intensità sufficienti (% 1 RM). Inoltre, l'esercizio a cedimento non deve essere eseguito più volte per lunghi periodi, a causa dell'elevato potenziale di sovrallenamento e lesioni da uso eccessivo. Pertanto, lo stato di allenamento e gli obiettivi dell'atleta dovrebbero guidare il processo decisionale in materia.
Willardson cita anche tre studi che mostrano che l'uso eccessivo del cedimento può causare una diminuzione degli ormoni anabolici. A seconda dell'atleta, si suggerisce di alternare le serie a cedimento in allenamenti consecutivi, o anche a settimane alterne. Secondo Willardson l'allenamento a cedimento deve essere variato, così come tutte le variabili acute nell'allenamento coi pesi (ad esempio, il numero di ripetizioni, numero di serie, riposo tra le serie, ordine degli esercizi, la scelta di esercizi, ecc) subiscono una variazione nei programmi di periodizzazione. Ancora più importante, Willardson suggerisce che l'atleta deve arrestare la serie quando la tecnica è compromessa (ad esempio, cattiva postura, spostamenti del corpo, movimenti di compenso, ecc) per continuare a sollevare il peso. Inoltre, per i soggetti più anziani o decondizionati, come quelli con artrite e/o osteoporosi, e molti soggetti che praticano l'esercizio coi pesi ai fini ricreativi, lo scopo dell'allenamento può essere molto più utile quando l'obiettivo è un miglioramento della funzionalità e della stabilità, e questo approccio non richiede affatto l'applicazione del cedimento muscolare. Gli atleti e le persone che invece intendono massimizzare la forza e l'ipertrofia possono avere maggiore necessità di allenarsi più spesso al cedimento, al fine di raggiungere i propri obiettivi sul miglioramento della performance.
(Willardson et al., 2010)
In definitiva la ricerca mostra chiaramente che i soggetti possono positivamente ottenere forza e potenza senza necessariamente andare sempre incontro allo sforzo fisico rigoroso e acuto associato alle contrazioni a cedimento. Sia per la sicurezza che per la periodizzazione, la ricerca suggerisce che l'allenamento a cedimento o non a cedimento sono variabili acute dell'allenamento coi pesi da manipolare regolarmente nella programmazione dei protocolli di allenamento.

## Alcune tecniche nelresistance training
- Super set
- Tri set
- Set gigante
- Stretch contrastato
- Rest pause
- Stripping
- Ripetizioni eccentriche
- Ripetizioni forzate
- Ripetizioni negative
- Super slow
- Peak contraction
- Doppio impatto
- Blocco circolatorio
- Cheating
- Burns
- Serie a 21
- Sistema piramidale
- Mantieni Peso (MP)
- Mantieni Ripetizioni (MR)
- Lock out